# Bukkapatnam
Bukkapatnam är en ort i Indien.   Den ligger i distriktet Anantapur och delstaten Andhra Pradesh, i den södra delen av landet, 1 600 km söder om huvudstaden New Delhi. Bukkapatnam ligger 448 meter över havet och antalet invånare är 12 196.
Terrängen runt Bukkapatnam är platt åt sydväst, men åt nordost är den kuperad. Runt Bukkapatnam är det ganska tätbefolkat, med 222 invånare per kvadratkilometer. Bukkapatnam är det största samhället i trakten. Trakten runt Bukkapatnam består till största delen av jordbruksmark.